# Cyclospermum leptophyllum
Cyclospermum leptophyllum é uma espécie de planta com flor pertencente à família Apiaceae. 
A autoridade científica da espécie é (Pers.) Sprague, tendo sido publicada em Journal of Botany, British and Foreign 61(725): 131. 1923.

## Portugal
Trata-se de uma espécie presente no território português, nomeadamente em Portugal Continental, no Arquipélago dos Açores e no Arquipélago da Madeira.
Em termos de naturalidade é introduzida nas três regiões atrás referidas.

## Protecção
Não se encontra protegida por legislação portuguesa ou da Comunidade Europeia.